# Одбојкашка репрезентација Француске
Одбојкашка репрезентација Француске представља Француску на међународним такмичењима у одбојци.
Репрезентација је два пута стизала до полуфинала Светског првенства и једном од та два пута победила у мечу за треће место. На Европском првенству је након четири пораза у финалу освојила титулу 2015. године.

## Успеси

### Олимпијске игре
| 1964 | Није се квалификовала | Није се квалификовала | Није се квалификовала | Није се квалификовала | Није се квалификовала | Није се квалификовала | Није се квалификовала | Није се квалификовала |
| 1968 | Није се квалификовала | Није се квалификовала | Није се квалификовала | Није се квалификовала | Није се квалификовала | Није се квалификовала | Није се квалификовала | Није се квалификовала |
| 1972 | Није се квалификовала | Није се квалификовала | Није се квалификовала | Није се квалификовала | Није се квалификовала | Није се квалификовала | Није се квалификовала | Није се квалификовала |
| 1976 | Није се квалификовала | Није се квалификовала | Није се квалификовала | Није се квалификовала | Није се квалификовала | Није се квалификовала | Није се квалификовала | Није се квалификовала |
| 1980 | Није се квалификовала | Није се квалификовала | Није се квалификовала | Није се квалификовала | Није се квалификовала | Није се квалификовала | Није се квалификовала | Није се квалификовала |
| 1984 | Није се квалификовала | Није се квалификовала | Није се квалификовала | Није се квалификовала | Није се квалификовала | Није се квалификовала | Није се квалификовала | Није се квалификовала |
| 1988 | 8. место              |                       |                       |                       |                       |                       |                       |                       |
| 1992 | 11. место             |                       |                       |                       |                       |                       |                       |                       |
| 1996 | Није се квалификовала | Није се квалификовала | Није се квалификовала | Није се квалификовала | Није се квалификовала | Није се квалификовала | Није се квалификовала | Није се квалификовала |
| 2000 | Није се квалификовала | Није се квалификовала | Није се квалификовала | Није се квалификовала | Није се квалификовала | Није се квалификовала | Није се квалификовала | Није се квалификовала |
| 2004 | 9. место              |                       |                       |                       |                       |                       |                       |                       |
| 2008 | Није се квалификовала | Није се квалификовала | Није се квалификовала | Није се квалификовала | Није се квалификовала | Није се квалификовала | Није се квалификовала | Није се квалификовала |
| 2012 | Није се квалификовала | Није се квалификовала | Није се квалификовала | Није се квалификовала | Није се квалификовала | Није се квалификовала | Није се квалификовала | Није се квалификовала |
| 2016 | 9. место              |                       |                       |                       |                       |                       |                       |                       |
| 2020 | 1. место              |                       |                       |                       |                       |                       |                       |                       |
| 2024 | 1. место              |                       |                       |                       |                       |                       |                       |                       |
| 2028 | Следи                 |                       |                       |                       |                       |                       |                       |                       |

### Светско првенство
| 1949 | 6. место              |                       |                       |                       |                       |                       |                       |                       |
| 1952 | 6. место              |                       |                       |                       |                       |                       |                       |                       |
| 1956 | 7. место              |                       |                       |                       |                       |                       |                       |                       |
| 1960 | 9. место              |                       |                       |                       |                       |                       |                       |                       |
| 1962 | Није се квалификовала | Није се квалификовала | Није се квалификовала | Није се квалификовала | Није се квалификовала | Није се квалификовала | Није се квалификовала | Није се квалификовала |
| 1966 | 18. место             |                       |                       |                       |                       |                       |                       |                       |
| 1970 | 17. место             |                       |                       |                       |                       |                       |                       |                       |
| 1974 | 16. место             |                       |                       |                       |                       |                       |                       |                       |
| 1978 | 15. место             |                       |                       |                       |                       |                       |                       |                       |
| 1982 | 16. место             |                       |                       |                       |                       |                       |                       |                       |
| 1986 | 6. место              |                       |                       |                       |                       |                       |                       |                       |
| 1990 | 8. место              |                       |                       |                       |                       |                       |                       |                       |
| 1994 | Није се квалификовала | Није се квалификовала | Није се квалификовала | Није се квалификовала | Није се квалификовала | Није се квалификовала | Није се квалификовала | Није се квалификовала |
| 1998 | Није се квалификовала | Није се квалификовала | Није се квалификовала | Није се квалификовала | Није се квалификовала | Није се квалификовала | Није се квалификовала | Није се квалификовала |
| 2002 | 3. место              |                       |                       |                       |                       |                       |                       |                       |
| 2006 | 6. место              |                       |                       |                       |                       |                       |                       |                       |
| 2010 | 11. место             |                       |                       |                       |                       |                       |                       |                       |
| 2014 | 4. место              |                       |                       |                       |                       |                       |                       |                       |
| 2018 | 7. место              |                       |                       |                       |                       |                       |                       |                       |
| 2022 | 5. место              |                       |                       |                       |                       |                       |                       |                       |

### Европско првенство
| 1948   | 2. место              |                       |                       |                       |                       |                       |                       |                       |
| 1950   | Није се квалификовала | Није се квалификовала | Није се квалификовала | Није се квалификовала | Није се квалификовала | Није се квалификовала | Није се квалификовала | Није се квалификовала |
| 1951   | 3. место              |                       |                       |                       |                       |                       |                       |                       |
| 1955   | 8. место              |                       |                       |                       |                       |                       |                       |                       |
| 1958   | 8. место              |                       |                       |                       |                       |                       |                       |                       |
| 1963   | 8. место              |                       |                       |                       |                       |                       |                       |                       |
| 1967   | 10. место             |                       |                       |                       |                       |                       |                       |                       |
| 1971   | 14. место             |                       |                       |                       |                       |                       |                       |                       |
| 1975   | 8. место              |                       |                       |                       |                       |                       |                       |                       |
| 1977   | 10. место             |                       |                       |                       |                       |                       |                       |                       |
| 1979   | 4. место              |                       |                       |                       |                       |                       |                       |                       |
| 1981   | 8. место              |                       |                       |                       |                       |                       |                       |                       |
| 1983   | 12. место             |                       |                       |                       |                       |                       |                       |                       |
| 1985   | 3. место              |                       |                       |                       |                       |                       |                       |                       |
| 1987   | 2. место              |                       |                       |                       |                       |                       |                       |                       |
| 1989   | 5. место              |                       |                       |                       |                       |                       |                       |                       |
| 1991   | 9. место              |                       |                       |                       |                       |                       |                       |                       |
| 1993   | 9. место              |                       |                       |                       |                       |                       |                       |                       |
| 1995   | Није се квалификовала | Није се квалификовала | Није се квалификовала | Није се квалификовала | Није се квалификовала | Није се квалификовала | Није се квалификовала | Није се квалификовала |
| 1997   | 4. место              |                       |                       |                       |                       |                       |                       |                       |
| 1999   | 6. место              |                       |                       |                       |                       |                       |                       |                       |
| 2001   | 7. место              |                       |                       |                       |                       |                       |                       |                       |
| 2003   | 2. место              |                       |                       |                       |                       |                       |                       |                       |
| / 2005 | 7. место              |                       |                       |                       |                       |                       |                       |                       |
| 2007   | 9. место              |                       |                       |                       |                       |                       |                       |                       |
| 2009   | 2. место              |                       |                       |                       |                       |                       |                       |                       |
| / 2011 | 7. место              |                       |                       |                       |                       |                       |                       |                       |
| / 2013 | 5. место              |                       |                       |                       |                       |                       |                       |                       |
| / 2015 | 1. место              |                       |                       |                       |                       |                       |                       |                       |
| 2017   | 9. место              |                       |                       |                       |                       |                       |                       |                       |
| / 2019 | 4. место              |                       |                       |                       |                       |                       |                       |                       |
| / 2021 | 9. место              |                       |                       |                       |                       |                       |                       |                       |
| 2023.  | 4. место              |                       |                       |                       |                       |                       |                       |                       |